# Blair Chapman
Pour les articles homonymes, voir Chapman.
Blair Douglas Chapman (né le 13 juin 1956 à Lloydminster dans la Saskatchewan au Canada) est un joueur professionnel de hockey sur glace

## Carrière en club
Chapman commence sa carrière junior de hockey au sein de la Ligue de hockey de l'Ouest pour les Blades de Saskatoon avec qu'il jouera trois saisons à partir de 1973. Au cours de ces trois saisons il marque plus de 300 points – dont 157 dans la dernière saison.
Logiquement il attire alors les feux de la rampe pour les équipes des ligues majeures. Ainsi en 1976, il est à la fois sélectionné pour jouer pour les Oilers d'Edmonton de l'Association mondiale de hockey en tant que premier choix du repêchage ainsi que pour les Penguins de Pittsburgh de la Ligue nationale de hockey – deuxième choix du repêchage.
Finalement, il opte pour les Penguins et la LNH mais ne parviendra jamais à s'adapter au jeu de la grande ligue. Il part pour les Blues de Saint-Louis au bout de trois saisons et arrêtera sa carrière à la fin de la saison 1982-1983.

## Statistiques
| Saison     | Équipe                     | Ligue      |     | Saison régulière | Saison régulière | Saison régulière | Saison régulière | Saison régulière |    | Séries éliminatoires | Séries éliminatoires | Séries éliminatoires | Séries éliminatoires | Séries éliminatoires |
| Saison     | Équipe                     | Ligue      | PJ  | B                | A                | Pts              | Pun              | PJ               | B  | A                    | Pts                  | Pun                  |                      |                      |
| 1973-1974  | Blades de Saskatoon        | LHOu       | 56  | 36               | 28               | 64               | 61               | -                | -  | -                    | -                    | -                    |                      |                      |
| 1974-1975  | Blades de Saskatoon        | LHOu       | 65  | 41               | 44               | 85               | 92               | 17               | 9  | 9                    | 18                   | 32                   |                      |                      |
| 1975-1976  | Blades de Saskatoon        | LHOu       | 69  | 71               | 86               | 157              | 67               | 20               | 24 | 19                   | 43                   | 21                   |                      |                      |
| 1976-1977  | Penguins de Pittsburgh     | LNH        | 80  | 14               | 23               | 37               | 16               | 3                | 1  | 1                    | 2                    | 7                    |                      |                      |
| 1977-1978  | Penguins de Pittsburgh     | LNH        | 75  | 24               | 20               | 44               | 37               | -                | -  | -                    | -                    | -                    |                      |                      |
| 1978-1979  | Penguins de Pittsburgh     | LNH        | 71  | 10               | 8                | 18               | 18               | 7                | 1  | 0                    | 1                    | 2                    |                      |                      |
| 1979-1980  | Penguins de Pittsburgh     | LNH        | 1   | 0                | 0                | 0                | 0                | -                | -  | -                    | -                    | -                    |                      |                      |
| 1979-1980  | Blues de Saint-Louis       | LNH        | 63  | 25               | 26               | 51               | 28               | 3                | 0  | 0                    | 0                    | 0                    |                      |                      |
| 1980-1981  | Blues de Saint-Louis       | LNH        | 55  | 20               | 26               | 46               | 41               | 9                | 2  | 5                    | 7                    | 6                    |                      |                      |
| 1981-1982  | Golden Eagles de Salt Lake | LCH        | 1   | 1                | 0                | 1                | 0                | -                | -  | -                    | -                    | -                    |                      |                      |
| 1981-1982  | Blues de Saint-Louis       | LNH        | 18  | 6                | 11               | 17               | 8                | 3                | 0  | 0                    | 0                    | 0                    |                      |                      |
| 1982-1983  | Golden Eagles de Salt Lake | LCH        | 22  | 17               | 6                | 23               | 20               | 6                | 4  | 3                    | 7                    | 0                    |                      |                      |
| 1982-1983  | Blues de Saint-Louis       | LNH        | 39  | 7                | 11               | 18               | 10               | -                | -  | -                    | -                    | -                    |                      |                      |
| Totaux LNH | Totaux LNH                 | Totaux LNH | 402 | 106              | 125              | 231              | 158              | 25               | 4  | 6                    | 10                   | 15                   |                      |                      |